# Cateno De Luca
Cateno Roberto Salvatore De Luca (Fiumedinisi, 18 marzo 1972) è un politico italiano, sindaco di Messina e dell'omonima città metropolitana dal 2018 al 2022, deputato all'Assemblea Regionale Siciliana, sindaco di Taormina dal 2023 e, tra il 2022 e il 2025, leader di Sud chiama Nord, partito da lui fondato.
Al centro di diverse controversie, è stato soprannominato "Scateno" dalla stampa locale e nazionale per il suo temperamento vulcanico ed irriverente.

## Biografia

### Gli inizi a Fiumedinisi
Nasce a Fiumedinisi (ME) il 18 marzo 1972, terzo figlio di madre contadina e padre muratore. Inizia la sua carriera politica all'età di 18 anni, venendo eletto come il più giovane membro del consiglio comunale del suo paese tra le liste della Democrazia Cristiana (DC). Da giovanissimo inizia anche la sua carriera in diversi patronati e sindacati. Dal 1994 al 1998 è assessore a Fiumedinisi con deleghe a attività produttive, piano regolatore, sport, turismo e spettacoli. All'interno prima della DC e poi del Centro Cristiano Democratico (CCD) di Pier Ferdinando Casini, De Luca si è formato politicamente sotto l'ala di Salvatore D'Alia, esponente di spicco della DC/CCD in Sicilia. Nel 1997 diventa direttore generale della Fenapi (Federazione Nazionale Autonoma Piccoli Imprenditori) che aveva contribuito a fondare.
Dopo aver perso le elezioni del 1998 per la nomina a sindaco di Fiumedinisi, si ricandida nel 2003, riuscendo questa volta a vincere con il 51%. Verrà poi riconfermato sindaco nel 2008. Nel frattempo nel 2001 diventa direttore nazionale del patronato Inapi (Istituto Nazionali Assistenza Piccoli Imprenditori).

### Deputato all'Assemblea Regionale Siciliana
Nel 2006 si candida all'Assemblea Regionale Siciliana per le elezioni regionali, risultando eletto deputato con il Movimento per le Autonomie nel collegio provinciale di Messina. Nel 2007 inscena una protesta, denudandosi nella sala stampa di Palazzo dei Normanni, contro la decisione del presidente dell'ARS di non inserirlo nella Commissione Bilancio.
Sempre tra le file dell'MpA viene rieletto anche alle successive regionali del 2008. Nel 2011 si dimette da sindaco di Fiumedinisi. Dal 21 giugno al 19 luglio 2011 è sospeso dalla carica di deputato regionale, ai sensi della legge 19 marzo 1990, n. 55, perché posto agli arresti domiciliari.
Nel frattempo, alle regionali siciliane del 2012 si candida alla Presidenza della regione, sostenuto dalla lista Rivoluzione Siciliana, che comprendeva anche l'associazione autonomista Sicilia Vera, da lui fondata dopo la fuoriuscita dal MpA. Ottiene tuttavia solamente l'1,23% dei voti, restando anche escluso dall'ARS.
Si candida quindi come sindaco di Santa Teresa di Riva (ME) con la lista Libera Santa Teresa - Sicilia Vera, vincendo al primo turno e rimanendo in carica fino al 2017.
Nel 2017, con il suo movimento Sicilia Vera, stringe un accordo con l'Unione di Centro in vista delle regionali siciliane del 5 novembre a sostegno di Nello Musumeci e torna deputato all'ARS nelle liste dell'UdC, ma il 20 dicembre lascia quel partito e aderisce al Gruppo misto.

### Sindaco di Messina
Dopo avere annunciato già nell'aprile del 2017 la sua candidatura a sindaco di Messina per le elezioni comunali del 2018 a capo di una coalizione di sei liste civiche di centro, al primo turno giunge secondo con il 19,81% e viene eletto al ballottaggio del 24 giugno con il 65,28% dei voti, battendo il candidato di centro-destra Dino Bramanti, benché nessuna delle liste che lo appoggiavano abbia ricevuto alcun seggio. Automaticamente diviene anche sindaco dell'omonima città metropolitana.
Il 30 ottobre 2018 rassegna le dimissioni da deputato regionale per mantenere la carica di sindaco di Messina. Il suo seggio viene assegnato lo stesso giorno a Danilo Lo Giudice, sindaco di Santa Teresa di Riva e secondo degli eletti nella lista dell'UdC nel collegio di Messina, che, come De Luca, si era iscritto al gruppo misto e che ha aderito al suo movimento Sicilia Vera.
Alle elezioni europee del 2019 stringe un accordo con Silvio Berlusconi e Gianfranco Miccichè, coordinatore regionale di Forza Italia in Sicilia, con cui fa candidare Dafne Musolino al Parlamento europeo, tra le liste di Forza Italia nella circoscrizione Italia insulare. Il patto, oltre a garantire un candidato per Sicilia Vera - si fondava anche su un programma condiviso per la città di Messina da portare nel Parlamento Europeo. La Musolino risulterà la seconda dei non eletti, con 47.187 preferenze.
Nell'ottobre del 2021, in occasione dell'assemblea di Sicilia Vera, annuncia che l'anno seguente si candiderà alla presidenza della Regione Siciliana, sfidando il presidente uscente Nello Musumeci. Il 25 gennaio 2022 rassegna le dimissioni da sindaco di Messina per poter concorrere alla presidenza della Regione Siciliana. Tali dimissioni sono divenute effettive il 14 febbraio. De Luca rifiuterà la proposta di Gianfranco Miccichè (Forza Italia) di essere il candidato del centro-destra per correre in autonomia.
Nelle successive elezioni amministrative di giugno a Messina sostiene il candidato di Sicilia Vera Federico Basile, che viene eletto al primo turno. Eletto consigliere comunale di Messina, il 13 luglio viene eletto Presidente del Consiglio comunale con 23 voti su 32.

### Elezioni politiche e regionali siciliane del 2022
Il 27 giugno 2022 fonda il movimento Sud chiama Nord a supporto della sua candidatura alla presidenza della Regione alle successive consultazioni, assumendone il ruolo di coordinatore, mentre segretario diviene l'europarlamentare Dino Giarrusso, ex Movimento 5 Stelle, con cui già alcuni giorni prima aveva sviluppato un'intesa, poi sfumata il successivo agosto. Nella nuova formazione politica entra a far parte anche l'ex-giornalista de Le Iene Ismaele La Vardera, nel ruolo di presidente federale del partito e portavoce nella campagna elettorale di De Luca per le elezioni regionali.
Alle elezioni politiche anticipate del 2022 si candida al Senato, con il suo movimento, nel collegio uninominale Sicilia 4 (Catania); alle regionali in Sicilia dello stesso giorno è uno dei sei candidati alla presidenza. Nell'uninominale al Senato arriva terzo con il 14,44% dei consensi (contro il 36,4% di Nello Musumeci), con il suo partito che elegge invece due parlamentari all'uninominale (Dafne Musolino al Senato e Francesco Gallo alla Camera), mentre alle regionali siciliane arriva secondo dietro a Renato Schifani con circa il 24% dei voti, venendo così rieletto deputato regionale.

### Sindaco di Taormina, suppletive del 2023 e europee del 2024
Nel gennaio del 2023 annuncia la sua candidatura a sindaco di Taormina alle elezioni amministrative del 27-28 maggio successivo, sostenuta dall'ex deputato Carmelo Lo Monte, e viene eletto sindaco con il 63,49% dei voti, sconfiggendo il primo cittadino uscente del centro-sinistra Mario Bolognari, supportato anche da pezzi del centro-destra.
Agli inizi di agosto annuncia la sua candidatura al collegio uninominale Lombardia - 06 (Monza) per il Senato della Repubblica nelle elezioni politiche suppletive in seguito al decesso di Silvio Berlusconi. De Luca raccoglie però solo 2.313 preferenze pari all'1,76% piazzandosi terzo.
In occasioni delle elezioni europee del 2024, sfumato il progetto di Letizia Moratti di radunare diversi esponenti del Terzo Polo e dell'area centrista, riformista e liberale per dar vita a un nuovo soggetto politico  e saltati anche gli accordi con Italia Viva di Matteo Renzi prima e con Azione di Carlo Calenda dopo, De Luca, godendo dell'esenzione dalla raccolta firme, lancia la lista elettorale Libertà federando diverse forze antisistema (Vita, Insieme Liberi, Movimento per l'Italexit e Sovranità), movimenti di ex esponenti della Lega (Grande Nord, Popolo Veneto, Rassemblement valdôtain e il Vero Nord), del Movimento 5 Stelle e del Partito Pensionati, diversi sindaci civici, simboli dell'antimafia come il Capitano Ultimo e Piera Aiello oltre a animalisti, agricoltori, pescatori, ambulanti, ambientalisti e cattolici. De Luca, capolista in tutti e cinque i collegi, raccoglie oltre 83.000 preferenze in tutta Italia (di cui circa 70.000 solo in Sicilia) ma non risulta eletto perché la lista con l'1,22% non supera la soglia di sbarramento.
Nel febbraio 2025 annuncia la sua uscita di scena come segretario nazionale di Sud chiama Nord lasciando la guida del partito nella mani di Danilo Lo Giudice e Laura Castelli; nel contempo lancia un nuovo soggetto parallelo a ScN che si chiama Ti amo Sicilia.

## Procedimenti giudiziari
- Nel 2011 viene arrestato e posto agli arresti domiciliari con l'accusa di tentata concussione e falso, perché avrebbe usato fondi pubblici destinati alla costruzione di opere di contenimento di un torrente a rischio esondazione per realizzare un albergo a Fiumedinisi. Nel 2017 viene assolto dai reati di abuso d'ufficio e falso, mentre viene prescritta la tentata concussione.[48]
- L'8 novembre 2017 viene arrestato su disposizione del GIP del tribunale di Messina con l'accusa di evasione fiscale,[49] venendo posto agli arresti domiciliari, misura che in seguito gli viene revocata e sostituita con una interdittiva che impone il divieto di ricoprire ruoli apicali negli enti coinvolti nell'inchiesta.[50] Viene successivamente assolto con formula piena nel gennaio 2022, poiché il fatto non sussiste.[51]
- Nel marzo 2020, durante le prime fasi della pandemia di COVID-19 in Italia, De Luca si reca al porto di Messina per bloccare il transito dei passeggeri in arrivo in Sicilia.[52] In una diretta su Facebook durante questa iniziativa, rivolge parole offensive nei confronti del ministro dell'interno Luciana Lamorgese, che lo denuncia per vilipendio della Repubblica, delle istituzioni costituzionali e delle Forze armate.[53][54] Nel giugno dello stesso anno, il ministro della giustizia Alfonso Bonafede autorizza la procura di Messina a procedere nei confronti di De Luca,[55][56] che nel giugno 2021 viene condannato al pagamento di una multa di 1.500€.[57][58][59]
- Nel novembre 2022 De Luca è tra gli indagati dalla procura di Messina per reati ambientali legati a un'ex discarica del comune messinese; in particolare gli è contestato il reato di omessa bonifica per fatti accertati nell'ottobre 2020.[60]
- Nel dicembre 2022, dopo il primo grado, viene assolto anche in appello nel procedimento per evasione fiscale da 1.700.000 euro riguardo alla gestione del CAF Fenapi di cui era stato direttore generale.[61]
- Nell'ottobre 2023 viene condannato a 8 mesi per diffamazione con pena sospesa per quanto da lui scritto nel libro Lupara giudiziaria sull'ex procuratore della Repubblica Vincenzo Barbaro, che lo ha denunciato.[62]
- Nel giugno 2025 viene assolto dall’accusa di diffamazione perché il fatto non sussiste: nel 2020 aveva etichettato come “asini volanti” alcuni dirigenti comunali di Messina accusati di lassismo.[63]

## Opere
- Lupara giudiziaria. Nella dialettica processuale un arresto ci sta!, prefazione di Carlo Taormina, Messina, Armando Siciliano Editore, 2018.
- Origini e prospettiva dell'autonomia siciliana. Breve testimonianza del saccheggio della Casta, Messina, Armando Siciliano Editore, 2018.
- Manuale dell'aspirante amministratore comunale, Messina, Armando Siciliano Editore, 2018.
- Non tutto è successo!, prefazione di Catena Fiorello, postfazione di Red Ronnie, Milano, Piemme, 2023.